# Mahmut Çeterez
Mahmut Çeterez – turecki zapaśnik walczący w stylu wolnym. Srebrny medalista mistrzostw Europy w 1946 roku.